# 王建强
王建强，清华大学教授，研究领域为驾驶员行为特性分析与建模、人-车-路协同与车联网技术等。任中华人民共和国教育部2017年度“长江学者”特聘教授，曾获得国家技术发明二等奖等奖项。

## 生平
曾就读于吉林工业大学，先后获得学士、硕士、博士学位，后在清华大学任教。